# Сельское поселение «Глинянское»
Се́льское поселе́ние «Глинянское» — муниципальное образование в Шелопугинском районе Забайкальского края Российской Федерации.
Административный центр — село Глинянка.

## История
Статус и границы сельского поселения установлены Законом Читинской области от 19 мая 2004 года «Об установлении границ, наименований вновь образованных муниципальных образований и наделении их статусом сельского, городского поселения в Читинской области».

## Население
| 2010 | 2011 | 2012 | 2013 | 2014 | 2015 | 2016 |
| ---- | ---- | ---- | ---- | ---- | ---- | ---- |
| 430  | ↘428 | ↘419 | ↘417 | ↘405 | ↘397 | ↘376 |
| 2017 | 2018 | 2019 | 2020 | 2021 |      |      |
| ↘359 | ↘351 | ↘346 | ↘331 | ↘262 |      |      |

## Состав сельского поселения
| № | Населённый пункт | Тип населённого пункта       | Население |
| - | ---------------- | ---------------------------- | --------- |
| 1 | Верхний Тергень  | село                         | ↘82       |
| 2 | Верх-Ягьё        | село                         | ↘105      |
| 3 | Глинянка         | село, административный центр | ↘129      |